# 圣阿穆尔站
圣阿穆尔站是法国的一个铁路车站，位于法国东部市镇圣阿穆尔，是一个区域性的铁路枢纽，第戎－圣阿穆尔铁路和穆沙尔－布雷斯堡铁路在此交汇。

## 位置
圣阿穆尔站位于圣阿穆尔市区的西部。车站大致呈南北走向，开口朝东。

## 设施
圣阿穆尔站的站房仍保留，但已不向公众开放。圣阿穆尔站设有自动售票机，可出售有效期为7天的TER列车车票。
圣阿穆尔站没有地下通道或人行天桥，前往上行方向（第戎/贝桑松方向）站台的乘客需横穿铁路正线，因此该站存在一定的安全隐患。

## 停靠线路
以下列车线路在圣阿穆尔站停靠：
| 圣阿穆尔站列车线路表                   |      |        |          |              |
| 线路                                   | 车种 | 上一站 | 下一站   | 大致运行频率 |
| 第戎—布雷斯堡                          | TER  | 卢昂   | 布雷斯堡 | 每天5趟左右  |
| 贝尔福/贝桑松—布雷斯堡/里昂帕丢/佩拉什 | TER  | 库桑斯 | 布雷斯堡 | 每天5趟左右  |
| 隆斯勒索涅—里昂佩拉什                  | TER  | 库桑斯 | 布雷斯堡 | [ 註 2 ]     |
| 1. 2.                                  |      |        |          |              |

## 配套交通

### 长途客车
| 停靠圣阿穆尔的大巴车 |                       | |
| 上下车地点           | 运营单位              | 主要目的地                                                                                              |
| Avenue de la Gare    | 汝拉省城际客运 Jurago | 304 布雷斯堡 · 库桑斯 · 博福尔 · 热万热 · 隆斯勒索涅 部分校车，仅周一至五开行，需要在圣阿穆尔市区内乘坐 |
| 圣阿穆尔站 门口      |                       | 当某条铁路线施工或罢工时，SNCF可能会提供途径该线路沿途站点的大巴车                                      |
| 1. 2. 3.             |                       | |

### 城市公共交通
圣阿穆尔站附近暂无城市公共交通线路。

### 社会车辆
圣阿穆尔站门口设有社会车辆停车场，但因周边建筑物限制，车位较少。

## 临近车站
| 圣阿穆尔站（Gare de Saint-Amour） |                      |                     |
| 上行车站                          | 线路                 | 下行车站            |
| 卢昂站 24.9km ←                   | 第戎－圣阿穆尔铁路   | （终点）            |
| 库桑斯站 12.6km ←                 | 穆沙尔－布雷斯堡铁路 | 布雷斯堡站 → 29.6km |
| - 本表仅显示运营中的线路及车站    |                      |                     |